# Eudoxe Mignot

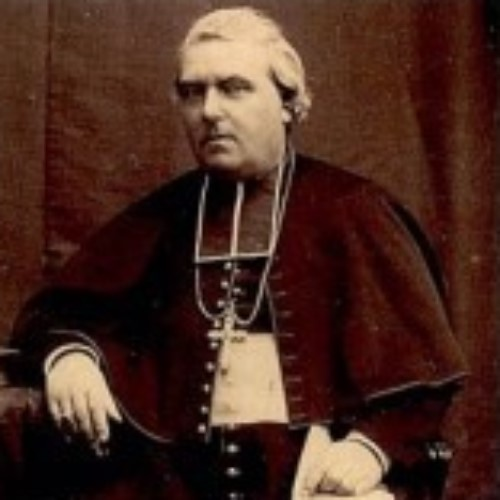
Aartsbisschop Mignot

Eudoxe Irénée Edouard Mignot (Brancourt-le-Grand, 20 september 1842 – Albi, 18 maart 1918) was een Frans prelaat die politiek actief was tijdens de Derde Franse Republiek. Hij was een modernist.

## Levensloop

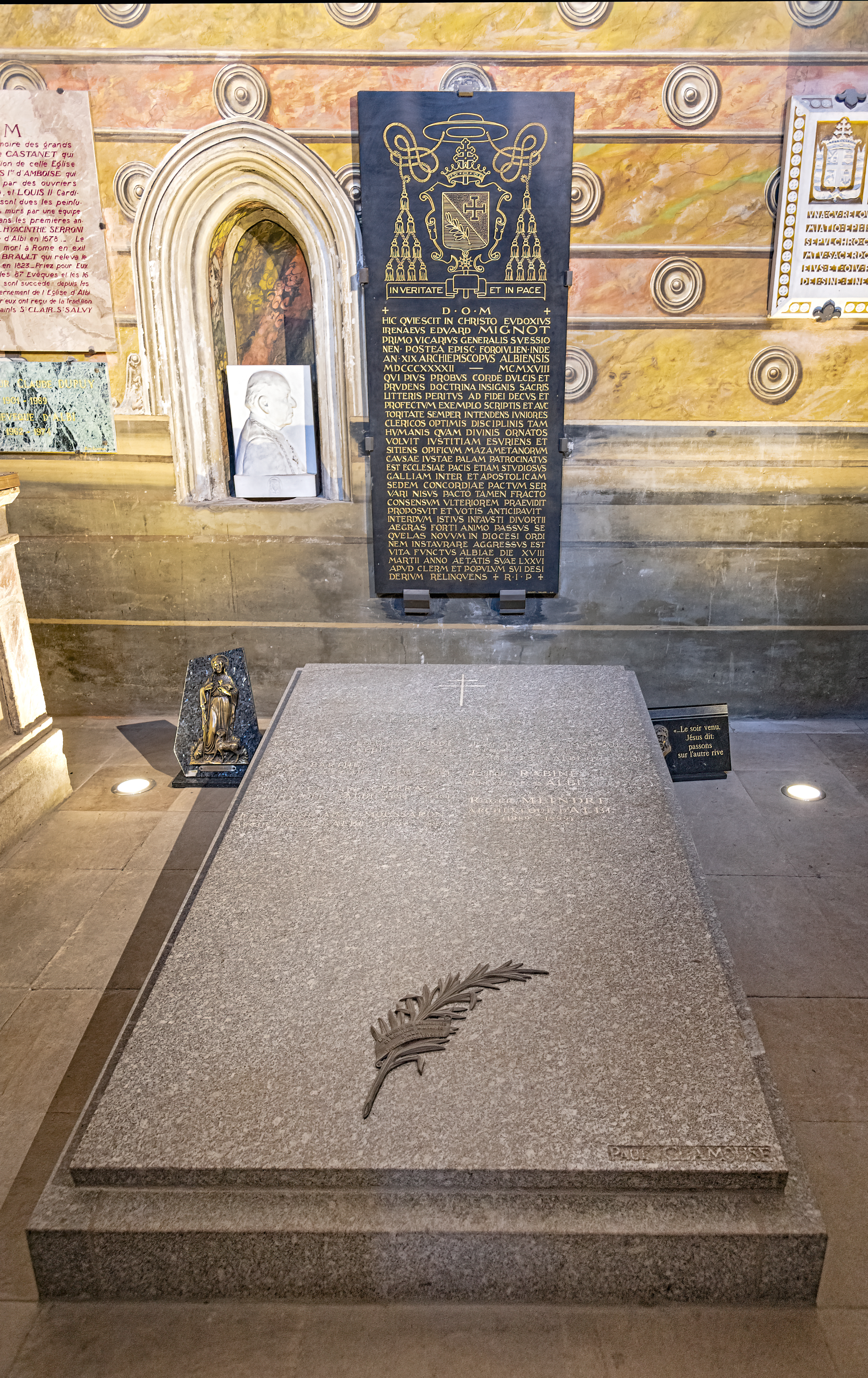
Graf van Eudoxe Irénée Mignot.

Mignot groeide op in het departement Aisne, in Noord-Frankrijk. Na zijn priesterstudies in de Saint-Sulpice in Parijs volgde de priesterwijding in 1865. Hij was parochiepriester achtereenvolgens in Arras, Coucy-le-Château en La Fère. Al deze plaatsen liggen in het noorden van Frankrijk. De bisschopswijding volgde in 1890. De bisschopszetels die hij bekleedde, lagen in het zuiden. Hij was bisschop van Fréjus van 1890 tot 1899 en aartsbisschop van Albi van 1899 tot zijn dood in 1918.
Hij ging door als een pleitbezorger van het modernisme in de Franse katholieke kerk. Hij weigerde de reactionaire katholieke beweging Action Française te volgen en distantieerde zich van hun antisemitisme in de Dreyfusaffaire. Hij poogde in het Vaticaan begrip te krijgen voor moderne en kritische Bijbellezingen maar de vernietigende reactie van paus Pius X viel hem zwaar. Pius X viseerde Mignot en andere modernistische bisschoppen in de encycliek Pascendi Dominici Gregis (1907). Na de dood van Mignot bleef zijn archief in Albi ontoegankelijk; dit veranderde pas in de jaren ’80 van de 20e eeuw.
- Bibliothèque nationale de France: cb12902418n (data)
- Gemeinsame Normdatei: 122544900
- International Standard Name Identifier: 0000 0000 6139 1245
- Base Léonore: LH//1874/25
- Nederlandse Thesaurus van Auteursnamen: 146741595
- Istituto Centrale per il Catalogo Unico: TO0V332780
- Système universitaire de documentation: 055150225
- Virtual International Authority File: 76444520
- WorldCat: E39PBJtcBBC9JKKBpgXYwGKKh3